# Deslizamiento de tierra en El Cambray II de 2015
La Tragedia de El Cambray II de 2015 fue un alud ocurrido en la colonia El Cambray II, en el municipio de Santa Catarina Pinula, Guatemala, el jueves 1 de octubre de 2015 y que destruyó más de dos centenares de residencias que quedaron soterradas, dejando un saldo de 280 fallecidos. La Coordinadora Nacional para la Reducción de Desastres dirigió las labores de rescate, y consideró que no era necesaria la ayuda internacional ofrecida.

## Antecedentes
El Cambray II es un pueblo de montaña, situado a los pies de las colinas escarpadas. A pesar de que se piensa que los funcionarios municipales instaron por que los residentes se trasladaran a otro lado, las personas que vivían ahí nunca recibieron ningún aviso de parte de ellos. En noviembre de 2014 la Coordinadora Nacional para la Reducción de Desastres (CONRED) instaron a los residentes a «inmediatamente» reubicarse para evitar así un desastre futuro. El evento fue precedido por varios días de fuertes lluvias, asociadas con la temporada anual de lluvias de la nación, que causó moderadas inundaciones, deslizamientos de tierra, dos muertes en todo el país y otros eventos. 
La CONRED informó que había presentando informes de la condición del lugar desde el 2008; por su parte, el alcalde Víctor Albarizaez, dijo que desconocía si la CONRED entregó a la comuna algún informe acerca de la situación de la colonia afectada específicamente, aunque reconoció que años atrás ocurrió un deslave similar.  Por su parte, el director del Instituto Nacional de Sismología, Vulcanología, Meteorología e Hidrología -INSIVUMEH-, Edy Sánchez, atribuyó el derrumbe a la humedad del suelo y a la inclinación del terreno pues por las constantes lluvias los suelos registraban humedad de hasta un 90% al momento del alud.  La CONRED reportó que en el área metropolitana de la Ciudad de Guatemala hay unos 300 puntos de riesgo, en similares condiciones a las de El Cambray II.

## Evento
El jueves 1 de octubre de 2015 por la noche y luego de intensas lluvias que llevaban varios días, se desplomó un cerro aledaño a la aldea de El Cambray II, provocando muchas personas desaparecidas, que según los reportes iniciales aparecidos el viernes 2 de octubre por la mañana, ascendían a seiscientas.  Además, inicialmente se reportaron nueve muertos, treinta y cuatro heridos y sesenta y cinco refugiados, y más de un centenar de casas soterradas.  Luego del derrumbe, el caserío fue declarado en Alerta roja.
El miércoles 7 de octubre, la Comisión Nacional para la Prevención de Desastres reportó que el área afectada tiene un área de 8319 m², basada en imágenes proporcionadas por la NASA, el Centro de Evaluación y Monitoreo del CONAP y Netcore. Asimismo, se detectó un sector que se encuentra en riesgo, con un área del doble del tamaño del área afectada por el alud inicial.

## Rescate

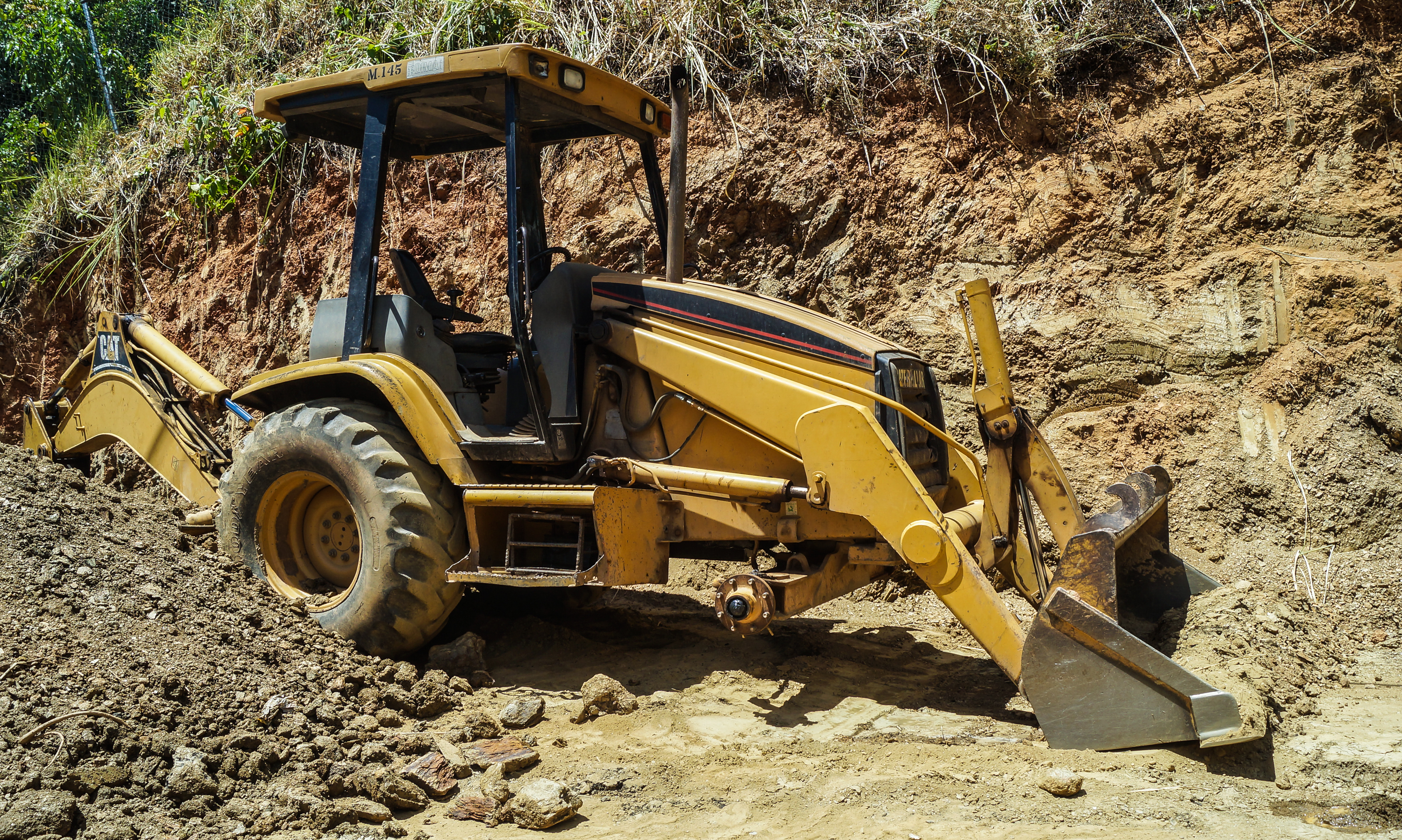
Varias excavadoras como la que se observa en la imagen se utilizaron en las labores de descombramiento.

El área del desastre fue dividida en cuatro secciones: en el sector 1 trabajaba la Unidad Humanitaria de Rescate —UHR— del Cuerpo de Ingenieros del Ejército; en el sector 2, los Bomberos Voluntarios, en el 3, los Bomberos Municipales y en el 4, los Bomberos Municipales Departamentales.
Conforme avanzó la jornada del viernes 2 de octubre, se fue conociendo la magnitud del desastre; las brigadas de búsqueda humanitaria hacían agujeros en la tierra y preguntaban: «Esta es la brigada de ayuda humanitaria, si alguien escucha responda».  Mientras tanto, al pie del deslave una persona monta guardia con un silbato, para alertar a los rescatistas en caso de un nuevo deslizamiento de tierra. Cuatro retroexcavadoras hicieron una vía para circular mientras trabajadores de la municipalidad de Santa Catarina Pinula y personas desplazadas recibían mensajes de texto de personas que estaban soterradas y pedían ayuda.
La ayuda para los damnificados se estuvo recolectando en la municipalidad de Santa Catarina Pinula, en la estación de bomberos de la localidad, en las oficinas de Radio Cadena Sonora en la 2°. calle 18-07 zona 15 de Col. Vista Hermosa I de la Ciudad de Guatemala y en numerosos centros de acopio que instituciones y vecinos pusieron a disposición de las víctimas.  Para el día sábado 3 de octubre ya se estaban utilizando 10 retroexcavadoras, 13 excavadoras, 3 cargadores frontales, 6 minicargadores y 1 tractor de oruga para las labores de rescate, por la gran cantidad de tierra que tenía que removerse.
Al finalizar la jornada del domingo 4 de octubre, se habían recuperado ciento treinta y un cuerpos de las víctimas, y prácticamente se habían perdido las esperanzas de rescatar sobrevivientes ya que se habían cumplido las 72 horas que los protocolos internacionales estipulan para considerar que pueda haber sobrevivientes en este tipo de desastres.  Las operaciones se tuvieron que suspender una vez más por obscuridad, y porque el caudal del río Pinula se había incrementado considerablemente con las recientes lluvias que cayeron.
El lunes 5 de octubre ya se habían incrementado a ciento cincuenta y dos los fallecidos y se declaró el área como inhabitable. Los socorristas mencionaron que la recuperación de los cuerpos se ha dificultado porque ahora se entró al área donde los cadáveres ya no se encuentran en una sola pieza y la inundación del río desbordado hace el rescate mucho más complicado.  De varios miles de personas que colaboraban en el viernes, el número se redujo a un poco más de mil, y el martes solamente se autorizó que grupos de ciento veinticinco rescatistas profesionales participaran en las labores de recuperación de cuerpos, ya que ocurrieron nuevos derrumbes en el área —aunque no de la misma magnitud que el derrumbe inicial. En sus redes sociales, la Policía Nacional Civil —PNC— informó que mantiene un contingente de seguridad y rescate en el lugar y que se buscaba a más de cuarenta personas que se presumía se encontraban en servicio en una iglesia cuando ocurrió el deslave.
Según informaron los rescatistas, el puesto de Comando ha decidido que únicamente se detuvieran las labores en el sector 4, donde estaban los Bomberos Municipales Departamentales, pues ya se removieron todos los escombros.  El comando autorizó que continuaran trabajando en los otros tres sectores con maquinaria pesada y poco personal, debido a que la zona era bastante inestable.
El 8 de octubre de 2015, la CONRED declaró área roja también al sector residencial «La Corona», por lo que la municipalidad le notificó a veinticuatro familias que tendrían que evacuar ante el peligro de otro derrumbe; mientras tanto, en el Cambray II existen ciento ochenta y cuatro viviendas que no fueron destruidas, pero sí afectadas, de las cuales setenta y tres tienen daños de consideración y el resto están en un área considerada como de alto riesgo. Al día siguiente, las brigadas de rescate identificaron un lugar en el que se encontró una hilera de entre treinta y cuarenta casas y se presume que habría numerosas víctimas mortales.

### Testigos presenciales
A continuación se presentan algunos testimonios de rescatistas que atendieron la emergencia:
| Nombre         | Entidad                                                             | Entorno | Testimonio |
| -------------- | ------------------------------------------------------------------- | --- | --- |
| Mynor Ruano    | Bomberos Municipales                                                | Estuvo desde los primeros minutos de la tragedia en el área. | «Sólo había oscuridad y logramos identificar a personas que estaban en la superficie del derrumbe... Solo se escuchaban gritos y gente que suplicaba ayuda. Soy el más joven de toda la patrulla y tengo diez años de servicio. Mis compañeros en su mayoría atendieron la emergencia del terremoto del 4 de febrero de 1976], y aun así dicen que este es uno de los peores casos que han tenido que atender. Esta tragedia me ha marcado como rescatista, porque tuve gente en mis brazos que me suplicaba que no la dejara morir. Uno de los momentos más difíciles fue rescatar a una familia completa la primera noche. Llegamos primero con el personal de la estación 9, bajo el mando del oficial Luis Monzón, y en total fueron nueve personas que sacamos en ese momento». |
| Henry Noj      | Bomberos Voluntarios                                                | Integrante de una de las patrullas de rescate mejor entrenadas en el país, dedica su tiempo completo a la labor de bombero                                        | «Esta situación de tragedia afecta psicológicamente a todos nosotros, lo que más afecta es encontrar niños muertos. Ayer localizamos a cuatro y a un recién nacido de unos tres meses que se encontraba abrazado con su mamá». |
| Consuelo Elías | Auxiliar de enfermería del Centro de Salud de Santa Catarina Pinula | Vecina de El Cambray I. Conocía a personas que perdieron la vida en el desastre.                                                                                  | «Lo más impactante de todo fue cuando una persona pasó el primer día por acá y me pidió que la acompañara a reconocer el cuerpo de su hija a la morgue provisional que se instaló acá. El cuerpo que fuimos a ver no era el de su hija, pero lastimosamente después la encontraron muerta. Describir lo que vimos los primeros días es difícil, más porque muchas personas que quedaron ahí soterradas iban al centro de salud. el ambiente está muy contaminado [y es necesario colocar la vacuna contra el tétanos». |
| Liz López      | Publicista, voluntaria                                              | Su apoyo consiste en temas de logística. Utiliza un garaje de una de las viviendas abandonadas como bodega de alimentos y su hijo adolescente también es bombero. | «Muchas personas y amigos nos han apoyado con alimentación; eso nos ha permitido compartir con todos los rescatistas. Lo más difícil de esta experiencia fue el primer momento. Yo vivo sobre la 20 calle y se escuchó el estruendo, tembló la tierra, se fue la luz y todo quedó en silencio. Pero nadie sabía lo que había ocurrido. Se empezaron a escuchar gritos pidiendo ayuda, y a los minutos las ambulancias no dejaban de escucharse». |
| Douglas Godoy  | Unidad Humanitaria de Rescate del Ejército de Guatemala             | Trabajó en el érea desde el primer día. | «Yo en lo personal saqué cuatro cuerpos. El primer día localicé a nueve personas, pero lo que más me conmovió fue que también localizamos partes de otros cuerpos. Cuando [un vecino] vio que traíamos fallecido al muchacho [que estaba buscando] se tiro al suelo y se puso a llorar, y definitivamente no soy de palo me conmovió el dolor. Yo, a todas las personas que saqué, lo hice con todo respeto y cuidado, porque aunque ya no tienen vida, son nuestros prójimos. Los desenterramos, los empaquetamos y lo evacuamos del lugar». |

### Polémica entre CONRED y los TOPOS
El 9 de octubre de 2015, el director de la Comisión Nacional para la Prevención de Desastres, Alejandro Maldonado Lutomirsky —quien es hijo del recientemente designado presidente de Guatemala, Alejandro Maldonado Aguirre—, dijo que «considera tremendamente irresponsables y poco profesionales» las declaraciones de la Brigada Internacional de Rescate Topos Tlatelolco, —«Los Topos»—, quienes habrán dicho que «consideraron un error y una violación al protocolo internacional el hecho de haber ingresado maquinaria pesada durante el primer día de búsqueda». Agregó que si no ingresaban maquinaria «hubiera ocurrido una catástrofe totalmente incontrolable», pues el cauce del río Pinula estaba bloqueado por los escombros del deslizamiento.
Por su parte, desde México, la Brigada de Rescate Topos Tlaltelolco, A.C., aclaró que el grupo «respetó que Guatemala no emitiera un llamamiento internacional requiriendo apoyo de países vecinos» y «afirmó no reconocer a las personas que están en [Guatemala] y que se hacen llamar -topos-», pues estas «no pertenecen a la agrupación acreditada por Naciones Unidas».

## Investigaciones judiciales
De acuerdo con el Registro Mercantil de Guatemala, la última ubicación que registró Proyectos Girasol, S.A. —empresa que habría vendido lotes a los vecinos de El Cambray II— fue la 13 avenida 14-10 zona 10, colonia Oakland; sin embargo, en ese lugar funciona otra empresa, Ingeniería de Construcción, que dice vínculos con la referida lotificación. Proyectos Girasol fue inscrita en el Registro Mercantil con el número 21461 y se inscribió el 12 de diciembre de 1991 y se dedicaba a la compraventa y urbanización de toda clase de inmuebles.
El Ministerio Público empezó a oficializar documentos e informes emitidos antes de la tragedia para establecer el grado de responsabilidad tanto de quién autorizó las obras en el lugar, como de aquel que no hubiera tomado las acciones oportunas para evitar la tragedia.  Para el efecto, se reforzó la fiscalía de Santa Catarina Pinula, que tendrá a su cargo la investigación, ya que la misma está sobrecargada de trabajo por la identificación de los cadáveres y el levantamiento de actas de defunción.
Por su parte, la Unidad de Ambiente de la Procuraduría General de la Nación —PGN, ente legal del Estado de Guatemala— se unió a las acciones iniciadas por el MP y también solicitó a la Coordinadora Nacional para la Reducción de Desastres, una copia de los informes de la declaratoria de riesgo, realizada por esa institución.
El alcalde de Santa Catarina Pinula, Víctor Alvarizaes —recientemente reelecto para el período 2016-2020— corroboró que el MP le solicitó algunos informes y afirmó que está con la intención de ayudar para esclarecer las responsabilidades de quienes hayan vendido los lotes.  Sin embargo, el 7 de octubre de 2015 el periódico guatemalteco Diario La Hora reportó que requirió la información sobre las licencias de construcción y urbanización que autorizaron en la municipalidad de ese municipio en los últimos años, pero que los datos no estaban disponibles porque todo el personal de la comuna estaba ocupado en la atención a los damnificados y porque el Ministerio Público ya había solicitado una investigación. El mismo diario intentó localizar al exalcalde de Santa Catarina Pinula, Antonio Coro —quien estuvo al frente de la municipalidad durante quince años—, pero éste no contestó su teléfono móvil.
El martes 13 de octubre se suspendió definitivamente la búsqueda y rescate de restos mortales por decisión de la CONRED; los trabajos de estabilización del terreno continuaron y el sitio fue convertido en camposanto por la municipalidad de Santa Catarina Pinula.  El jueves 22 de octubre, el Ministerio Público allanó la municipalidad de Santa Catarina Pinula para determinar si se autorizó la construcción de viviendas en el Cambray II luego que CONRED había reportado que era una zona de alto riesgo; ya había solicitado información al respecto unas semanas antes, pero las autoridades edilicias la remitieron incompleta.

## Apoyo a sobrevivientes
El organismo ejecutivo, por medio del Ministerio de Comunicaciones, Infraestructura y Vivienda—CIV —se comprometió a otorgar un subsidio de vivienda a las familias afectadas por el derrumbe, siempre y cuando fueran propietarias y no arrendantes; los obtener ayuda fueron: 
- ser guatemalteco
- no ser propietario de una segunda o tercera vivienda propia
- poseer menos de cuatro salarios mínimos por familia[11]

Por su parte, el organismo legislativo  aprobó una moción privilegiada para crear un fondo de Q20 millones, a fin de construir viviendas a favor de los damnificados por el derrumbe.  De acuerdo con la propuesta del diputado Fernando García Gudiel, los fondos provenientes serán de los Q192 millones que ese organismo tiene de ahorros.
Los sobrevivientes fueron trasladados a un terreno en Santa Catarina Pinula que fue expropiado al narcotraficante Marvin Montiel Marín, quien fue condenado a más de doscientos años de prisión en julio de 2015, por asesinato de varias personas; en el terreno se construirían doscientas residencias a un costo de ciento treinta y cuatro mil quetzales, cada una y de veinte millones de quetzales en total.

## Reacciones internacionales

### Reacciones oficiales
- Santa Sede: el Papa Francisco expresó sus condolencias por las víctimas de El Cambray II durante la misa dominical en la Ciudad del Vaticano.[17]
- México: el presidente de México, Enrique Peña Nieto, envió miembros de la Secretaría de Marina para colaborar con la CONRED, algo que el presidente guatemalteco, Alejandro Maldonado Aguirre, agradeció inmediatamente, vía telefónica.[18]
- Cuba: la embajada de Cuba ofreció su apoyo y solidaridad con los acontecimientos.
- España: el presidente Mariano Rajoy se solidarizó con las víctimas y afectados por el deslizamiento.
- Naciones Unidas: el ACNUR mostró su sentido pesar y condolencias sobre la catástrofe.
- Rusia: la embajada de Guatemala durante un evento en Rusia, realizó una invitación a toda la población guatemalteca en Moscú, asistir a la misa con motivo del alud en Cambray II.

### Otras manifestaciones de apoyo
- El cantante español Enrique Iglesias, quien se presentó el 3 de octubre en Guatemala en un concierto anunciado con meses de anticipación,[19] inició su actuación con un minuto de silencio en memoria de las víctimas de El Cambray II.[20]
- La multi-galardonada película guatemalteca Ixcanul fue proyectada tres veces sin costo alguno el 8 de octubre de 2015 para beneficar a las víctimas del deslave.[21]